# Petit Milady
Petit Milady (プチミレディ, pucchi mireidi ; officiellement écrit en occidental et en minuscules : petit milady) est un duo musical d’idoles japonaises formé en 2013 par l'agence Zero-A.
Il est composé des membres : Aoi Yūki et Ayana Taketatsu.
Le nom du groupe fait référence au fait qu'Aoi Yuki et Ayana Taketatsu sont des filles de petites tailles (respectivement de 1,44 m et 1,51 m) et d'apparence « mignonne ».
Les filles sont aussi de populaires actrices de doublage pour anime et chanteuses anison. Elles ont également leur propre carrière de chanteuse soliste.

## Histoire
L’identité des deux membres était initialement gardée secrète. Leurs visages ont été dévoilés en mars 2013.
L’émission de radio Aoi to Ayana no La Petit Miradio (碧と彩奈のラ・プチミレディオ) a débuté sur Nippon Cultural Broadcasting (文化放送) en avril 2013. Elle est diffusée tous les dimanches soir.
Elles ont fait leurs débuts avec le single Kagami no Dualism / 100% Cider Girl en mai 2013.
Les Petit Milady ont participé au Animelo Summer Live 2013 -Flag Nine- en juillet de la même année.
Leur 1er album Petit Miladear est mis en vente en mai 2014.
Le concert Petit Milady 1st Concert 2014 ~Cute de Pop na Twinkle Senshi Petit Milady~ (キュートでポップなトゥインクル戦士☆プチミレディ) a eu lieu en mai 2014 au Tokyo Dome City Hall.
Le 100e épisode de l’émission Ao to Ayana no La Petit Miradio a été diffusé en mars 2015.
Leur 2d album Cheri*Cheri? Milady!!, sort en mai 2015. L'annonce de sa sortie est faite par les membres au cours d'un événement diffusé sur Nico Nico pour célébrer le 2e anniversaire du groupe. Les 2 idoles portaient de mystérieux costumes et un masque de chat à l'événement. Les costumes sont repris par la suite pour les pochettes de l'album et le clip vidéo de Fantastique♥Phantom. De plus, Petit Milady organise des événements à l'occasion de la sortie de leur album les 23 et 24 mai à Tokyo, Hiroshima et Osaka.
Le groupe d'idoles annonce le même mois donner un concert le 19 juillet suivant au Maihama Amphitheater à Chiba. Le premier livre de photos du groupe intitulé Bon aPetit! est publié le même mois.
La musique de leur 5e single Hakone Hakoiri Musume, en vente en octobre 2015, est composée par Shunryu qui a réalisé d'autres chansons tels que Iiwake Maybe d'AKB48 et Gomen ne, Summer de SKE48.
La première compilation du groupe Mille Mercis sortir le 23 décembre 2015.
La comédienne de doublage Chiaki Takahashi fait une apparition dans le clip vidéo du 6e single Seishun wa Tabemono Desu mis en vente en mai 2016.
Le 3 mars 2019, lors de l'événement en direct organisé ce jour-là et de la diffusion de Aoi to Ayana no La Petit Miradio, il est annoncé que l'activité de l'agence ZERO-A (agence du groupe) sera suspendue le 31 mars . Cependant, il est précisé que les activités du groupe lui-même ne cesseront pas pour autant.

## Membres
| Prénom et nom              | Date de naissance | Âge    | Autres activités                                                 |
| -------------------------- | ----------------- | ------ | ---------------------------------------------------------------- |
| Aoi Yūki (悠木碧)          | 27 mars 1992      | 32 ans | - actrice/seiyū - chanteuse solo                                 |
| Ayana Taketatsu (竹達彩奈) | 23 juin 1989      | 35 ans | - actrice/seiyū - chanteuse solo - ex-membre de HO-KAGO TEA TIME |

## Discographie

### Albums
| #             | Date de sortie    | Titre                                         | Classement                  | Ventes Oricon                | Ventes Oricon    |
| #             | Date de sortie    | Titre                                         | Oricon Weekly Singles Chart | Vente de la première semaine | Total des ventes |
| Albums studio | Albums studio     | Albums studio                                 | Albums studio               | Albums studio                | Albums studio    |
| ------------- | ----------------- | --------------------------------------------- | --------------------------- | ---------------------------- | ---------------- |
| 1             | 7 mai 2014        | Petit Miladear (プチミレディア)               | 6                           | 7 316                        | 8 762            |
| 2             | 13 mai 2015       | Cheri Cheri? Milady!! (cheri*cheri? milady!!) | 11                          |                              |                  |
| 3             | 27 juillet 2016   | Calendar Girl (CANLENDAR GIRL)                | 14                          |                              |                  |
| 4             | 20 septembre 2017 | Petit Miretta (petit miretta)                 | 12                          |                              |                  |
| 5             | 19 décembre 2018  | Howling                                       | 22                          |                              |                  |
| Compilation   |                   |                                               |                             |                              |                  |
| 1             | 23 décembre 2015  | Mille Mercis                                  | 36                          |                              |                  |

### Singles
| 1 | 15 mai 2013       | Kagami no Dualism / 100% Cider Girl (鏡のデュアル・イズム / 100%サイダーガール) | 11 |       |       | Petit Miladear        |
| 2 | 5 février 2014    | Azurite (azurite)                                                               | 12 |       |       | Petit Miladear        |
| 3 | 13 août 2014      | Koi wa Milk Tea (恋はみるくてぃ)                                                | 21 | 5 888 | 7 399 | Cheri Cheri? Milady!! |
| 4 | 7 janvier 2015    | Hi no Ito Rinne no Gemini (緋ノ糸輪廻ノGEMINI)                                  | 11 |       |       | Cheri Cheri? Milady!! |
| 5 | 21 octobre 2015   | Hakone Hakoiri Musume (ハコネハコイリムスメ)                                    | 14 |       |       | Calendar Girl         |
| 6 | 4 mai 2016        | Seishun wa Tabemono Desu (青春は食べ物です)                                     | 14 |       |       | Calendar Girl         |
| 7 | 16 mai 2018       | A or A!?                                                                        | 14 |       |       | Howling               |
| 8 | 25 juillet 2018   | Sekaichū ga Koi wo Suru Yoru (世界中が恋をする夜)                               | 30 |       |       | Howling               |
| 9 | 26 septembre 2018 | 360° Boshi no Orchestra (360°星のオーケストラ)                                  | 19 |       |       | Howling               |

Singles numériques
1. 15 novembre 2013 : Kasanariaru (カサナリアル?)
2. 15 décembre 2013 : Doki Dokido ~Dokki Doki Kokuhaku Version~ (ドキ♡ドキド ～ドッキドキ♡告白バージョン～?)
3. 15 décembre 2013 : Fortune Future!